# Sommerein
Sommerein es una localidad del distrito de Bruck an der Leitha, en el estado de Baja Austria, Austria, con una población estimada a principio del año 2018 de 1947 habitantes. 
Se encuentra ubicada al este del estado, a poca distancia al sureste de Viena y al oeste de la frontera con el estado de Burgenland.

## Demografía
| 1522                                                      | 1753 | 2160 | 2265 |
| (Fuente: https://www.city-facts.com/sommerein/population) |      |      |      |